# Dendrobium hamatum
Dendrobium hamatum är en orkidéart som beskrevs av Robert Allen Rolfe. Dendrobium hamatum ingår i släktet Dendrobium, och familjen orkidéer. Inga underarter finns listade i Catalogue of Life.